# Tessmannia princeps
 (mars 2025).
Espèce
Tessmannia princeps est une espèce de plantes à fleurs du genre Tessmannia et de la famille des Fabaceae. C'est un arbre. L'espèce, découverte dans les monts Udzungwa en Tanzanie, est décrite en 2025.
Le spécimen identifié mesure 35 à 40 m de haut. Son âge est évalué entre 2 000 et 3 000 ans. L'espèce devrait être classée comme vulnérable selon les critères de l'IUCN.

## Publication originale
- (en) Andrea Bianchi, Laura Tomasi, Aloyce Mwakisoma et Matteo Barbieri, « Tessmannia princeps (Fabaceae), a new rainforest tree from the Udzungwa Mountains, Tanzania », Phytotaxa, vol. 694, no 2,‎ 20 mars 2025, p. 109–118 (ISSN 1179-3163, DOI 10.11646/phytotaxa.694.2.1, lire en ligne, consulté le 28 mars 2025)